# Donacaula niloticus
Donacaula niloticus là một loài bướm đêm trong họ Crambidae.